# Androgeneza
Androgeneza – rozwój rośliny z gametofitu męskiego. Indukowana androgeneza pozwala uzyskać u roślin wyższych rośliny haploidalne. Rośliny takie uzyskuje się w kulturze in vitro pylników lub izolowanych mikrospor.
Po raz pierwszy opisano adrogenezę indukowaną w kulturze pylników Datura innoxia. Pylniki wycina się na etapie mikrospor jednojądrowych i po usunięciu nitki pręcikowej przenosi zwykle na pożywkę agarową. Rzadziej przenosi się kulturę pylników do pożywki płynnej. Kultury izolowanych mikrospor  są zwykle prowadzone w płynnej, syntetycznej pożywce, a niekiedy w "wiszącej kropli". W takich warunkach mikrospory izolowane lub zawarte w pylnikach nie wytwarzają ziarna pyłku, lecz powstają z nich siewki sporofitów o liczbie chromosomów 1n.